# Brutal death metal
Brutal death metal é um subgênero musical do Death metal, cuja música é mais agressiva, veloz e pesada. O gênero é considerado por muitos como o mais extremo da música em geral.

## Características
O brutal death metal é baseado numa bateria extremamente rápida, com uma grande predileção pelo blast beat e guitarras vibrantes, muitas vezes com 7 cordas, ou com 6 cordas onde estas são ajustadas vários tons abaixo da afinação normal ou "padrão", frequentemente combinadas com tons agudos dos riffs que a torna mais estridente. O baixo se caracteriza pela sincronia que faz com o bumbo duplo e pedal duplo da bateria. No geral, o Brutal death metal se caracteriza pelos velozes blast beats, as guitarras muito pesadas, e o vocalista cantando de forma lenta, destacando-se com  gritos graves e intervenções agudas, o que o torna no gênero mais extremo da música atualmente. As letras geralmente tem a temática gore e niilista.
O Brutal Death Metal surge no fim dos anos 80 inicio dos anos 90 solidificando-se em meados da década de 90, como derivação do Death metal. As bandas que deram início a esse movimento mais extremo do subgênero foram: Cannibal Corpse, Deicide, Morbid Angel, Suffocation e Dying Fetus. Também pode-se mencionar grupos como Glossectomy, que é um dos maiores expoentes asiáticos.
Conforme foi evoluindo e se tornando um sub-estilo notável de death metal, o som tornou-se mais lento e os vocais guturais foram ficando cada vez mais extremos.